# Toulisourgion
Toulisourgion, im Lateinischen Tulisurgum (altgriechisch Τουλισούργιον) ist ein Ortsname, der in der Geographia des Claudius Ptolemaios als einer der im Innern Germaniens nördlicher im Westen liegenden Orte (πόλεις) mit 32° 40′ Länge (ptolemäische Längengrade) und 53° 20′ Breite angegeben wird. Toulisourgion liegt damit nach Ptolemaios zwischen Askalingion und Pheugaron. Wegen des Alters der Quelle kann eine Existenz des Ortes um 150 nach Christus angenommen werden.
Bislang konnte der Ort nicht sicher lokalisiert werden. Ein interdisziplinäres Forscherteam um Andreas Kleineberg, das die Angaben von Ptolemäus neu untersuchte, lokalisiert zurzeit nach der Transformation der antiken Koordinaten Toulisourgion beim heutigen Braunschweig in Niedersachsen, wie es bereits der Kartograph Petrus Apian (1495–1552) vorgeschlagen hat. Die polis könnte damit eine Station an einer Ost-West-Nebenroute am Hellweg – eine der bedeutendsten Ost-West-Routen in der Germania magna – gewesen sein.